# ショーン・ギルバート
アルバート・ショーン・ギルバート・ジュニア（Albert Shawn Gilbert Jr. , 1965年3月12日 - ）は、アメリカ合衆国ニュージャージー州出身の元プロ野球選手（内野手）。

## 経歴
フレズノ州立大学から1987年のMLBドラフト12巡目でミネソタ・ツインズに入団。
なかなかメジャー昇格できず、トレード要員として数球団を転々とし、メジャーデビューしたのはニューヨーク・メッツ時代の1997年6月3日。
1998年シーズン途中にセントルイス・カージナルスへ移籍。
1999年7月から8月に開催されたウィニペグパンアメリカン競技大会の野球アメリカ合衆国代表に選出された。
2000年シーズン途中、ロサンゼルス・ドジャースへ移籍。
2001年シーズン途中の6月7日、ジェレミー・パウエルと共に大阪近鉄バファローズに入団し、来日。同年、近鉄は前年度にチーム内で唯一3割を超えた遊撃手の武藤孝司が肩のけがでシーズン絶望、代わりの選手が定着しないなど慢性的な遊撃手不足に陥っていた。二遊間の選手は多い近鉄であったが、前田忠節は守備はうまいがバッティングは期待できず、阿部真宏はルーキーという状況だった。さらには球団がクリーンナップの一角として期待した外国人選手のフレッディ・ガルシアが極度の打撃不振の結果6月5日に解雇されていた。この二つの問題を解決すべく、同年から業務提携を締結していたロサンゼルス・ドジャースの副社長であり、近鉄スペシャルアドバイザーであるトミー・ラソーダのコネクションを使い、当時ドジャース傘下のAAA級ラスベガスでプレーしていたギルバートの獲得に成功（同年に近鉄がラソーダのルートで獲得した外国人は、ショーン・バーグマン、ジェレミー・パウエルに続き3人目）。
来日したギルバートはさっそく遊撃のポジションを与えられた。来日初日は代打出場でヒットはなかったものの、翌日は2番遊撃で出場し、第1打席でいきなりホームランを放った。打順は来日当初は2番だったが7月頃から主に8番で定着した。外国人選手としては珍しい二遊間で堅実な守備に加え、下位打線で貴重なつなぎ役となった。
長打力や選球眼は遊撃手として及第点の成績を残す。日本シリーズ前には頭を短く刈り込み、いわゆる「猛牛マーク」のみ残すというパフォーマンスでムードメーカーとして欠かせない存在となったが、同年12月3日に退団となった。
その後ギルバートは帰国し、2002年から2003年までピッツバーグ・パイレーツ傘下（当時）のAAA級ナッシュビルでプレーし、38歳で現役を引退。

## 詳細情報

### 年度別打撃成績
| 年 度    | 球 団    | 試 合 | 打 席 | 打 数 | 得 点 | 安 打 | 二 塁 打 | 三 塁 打 | 本 塁 打 | 塁 打 | 打 点 | 盗 塁 | 盗 塁 死 | 犠 打 | 犠 飛 | 四 球 | 敬 遠 | 死 球 | 三 振 | 併 殺 打 | 打 率 | 出 塁 率 | 長 打 率 | O P S |
| -------- | -------- | ----- | ----- | ----- | ----- | ----- | -------- | -------- | -------- | ----- | ----- | ----- | -------- | ----- | ----- | ----- | ----- | ----- | ----- | -------- | ----- | -------- | -------- | ----- |
| 1997     | NYM      | 29    | 23    | 22    | 3     | 3     | 0        | 0        | 1        | 6     | 1     | 1     | 0        | 0     | 0     | 1     | 0     | 0     | 8     | 0        | .136  | .174     | .234     | .447  |
| 1998     | NYM      | 3     | 3     | 3     | 1     | 0     | 0        | 0        | 0        | 0     | 0     | 0     | 0        | 0     | 0     | 0     | 0     | 0     | 1     | 0        | .000  | .000     | .000     | .000  |
| 1998     | STL      | 4     | 2     | 2     | 0     | 1     | 0        | 0        | 0        | 1     | 0     | 1     | 0        | 0     | 0     | 0     | 0     | 0     | 1     | 0        | .500  | .500     | .500     | 1.000 |
| '98計    | STL      | 7     | 5     | 5     | 1     | 1     | 0        | 0        | 0        | 1     | 0     | 1     | 0        | 0     | 0     | 0     | 0     | 0     | 2     | 0        | .200  | .200     | .200     | .400  |
| 2000     | LAD      | 15    | 23    | 20    | 5     | 3     | 1        | 0        | 1        | 7     | 3     | 0     | 0        | 1     | 0     | 2     | 0     | 0     | 7     | 0        | .150  | .227     | .350     | .577  |
| 2001     | 近鉄     | 76    | 292   | 255   | 32    | 68    | 18       | 1        | 6        | 106   | 24    | 3     | 1        | 1     | 3     | 28    | 0     | 5     | 64    | 7        | .267  | .347     | .416     | .763  |
| MLB：3年 | MLB：3年 | 51    | 51    | 47    | 9     | 7     | 1        | 0        | 2        | 14    | 4     | 2     | 0        | 1     | 0     | 3     | 0     | 0     | 17    | 0        | .149  | .200     | .298     | .498  |
| NPB：1年 | NPB：1年 | 76    | 292   | 255   | 32    | 68    | 18       | 1        | 6        | 106   | 24    | 3     | 1        | 1     | 3     | 28    | 0     | 5     | 64    | 7        | .267  | .347     | .416     | .763  |

### 記録
NPB
- 初出場：2001年6月15日、対オリックス・ブルーウェーブ12回戦（大阪ドーム）、6回裏に前田忠節の代打として出場
- 初先発出場：2001年6月16日、対オリックス・ブルーウェーブ13回戦（大阪ドーム）、2番・遊撃手として先発出場
- 初安打・初本塁打・初打点：同上、1回裏に加藤伸一から逆転2ラン

### 背番号
- 12 （1997年 - 1998年）
- 47 （2000年）
- 44 （2001年）

### 代表歴
- 1999年パンアメリカン競技大会野球アメリカ合衆国代表